# Pablo González (político argentino)
Pablo Damián González (San Ramón de la Nueva Orán, 24 de diciembre de 1968) es un doctor y político argentino. Fue Intendente de la ciudad de San Ramón de la Nueva Orán, capital del departamento Orán. Anteriormente se desempeñó como senador provincial por su departamento de origen.

## Carrera política

### Senador provincial
Pablo González ingresa a la política dentro del Partido Renovador de Salta. En el año 2011 acompaña la boleta del intendente de Orán en la categoría de senador provincial y resulta elegido por encima del candidato del Partido Justicialista y senador en ese momento, Froilán Pedroza.
Desde su banca en la Cámara de Senadores de la Provincia de Salta. Además en conjunto con el gobierno provincial se logró concretar el nuevo hospital materno infantil y también se aprobó en el recinto dos proyectos de su autoría que estipulaban la creación del cargo de fiscal penal para el distrito judicial sur.
En el año 2015 busca renovar su banca como senador todavía dentro de las filas del Partido Renovador. Su partido seguía dentro de la alianza que había formado con el peronismo de Juan Manuel Urtubey y ese año la candidatura de González impulsaba la rerreelección del gobernador. En las PASO de 2015 Pablo confirmaría su candidatura a senador ganándole la interna al candidato del cristinismo, Condori Vilca. El senador que buscaba su reelección fue el candidato más votado con un total de 24 469 votos sobre los 6050 de Vilca y los 17 373 votos de Silvia Savag la candidata que impulsaba como gobernador a Juan Carlos Romero. En las elecciones generales la candidatura de González obtendría más del 50% de los votos válidos con un total de 34 442 votos que le permitieron renovar su banca con una amplia diferencia con el segundo.
González sería el presidente de la comisión de salud de la Cámara además de participar en la de obras públicas, medio ambiente, minería, entre otras.
En el año 2016 Pablo González abandona el espacio urtubeycista por discrepancias con el gobierno de la ciudad de San Ramón de la Nueva Orán que estaba comandada por Marcelo Lara Gros, intendente que González apoyó en 2011 y 2015. En el año 2017 abandona el bloque del PRS y contribuye a la conformación del bloque Cambiemos-País que le respondía al en ese entonces intendente de la Ciudad de Salta, Gustavo Sáenz.
Dentro del bloque supo oponerse a los artículos que otorgaban superpoderes al departamento ejecutivo provincial y sus distintos ministerios para poder reasignar partidas de un lado para el otro. En el año 2018 González sería destacado pero no por una razón buena sino que lideraría el ranking de los  senadores con más ausencias del año, con casi un tercio de faltas. En 2020 fue denunciado por sobreprecios en el hospital municipal
Dos años más tarde la conformación del bloque Cambiemos-País, los senadores que integraban el mismo, entre ellos González, decidieron cambiar el nombre a Senadores por Salta debido a su resistencia a llevar el nombre de Cambiemos.

### Intendente de San Ramón de la Nueva Orán
Pablo González anunciaría que quería ser candidato a Intendente de la ciudad de San Ramón de la Nueva Orán, intentando suceder así a su excompañero de partido y de militancia, Marcelo Lara Gros, intendente por tres periodos de la ciudad del norte salteño. González que acompañó al intendente del PRS en dos oportunidades sería crítico de su tercer mandato, aludiendo que el intendente se alejó de los problemas de los vecinos.
González se presentaría finalmente como candidato a intendente dentro del frente Sáenz Gobernador, que impulsaba al intendente de Salta capital para la gobernación. En las Elecciones PASO, González sacaría un total de 15 919 votos que equivalían al 40,96% de los votos válidos sacando una amplia diferencia sobre Iván Mizzau del Partido de la Victoria que tenía el 17,74% de los votos válidos. En las elecciones generales González sacaría más del 50% de los votos válidos logrando así suceder a Lara Gros como intendente de la ciudad norteña.
El intendente González se encontró con un municipio "devastado" con una deuda de cien millones de pesos y con dos mil empleados públicos, según González la municipalidad se había vuelto una bolsa de trabajo y lo recaudado por el municipio iba a parar en un 80% a pago de sueldos y deuda. También dijo heredar un parque automotor abandonado y el 90% de la infraestructura municipal obsoleta. También dijo encontrarse un municipio con el 40% de la población sin agua, sin cloacas, sin condiciones dignas para vivir.
El 28 de agosto de 2020 Pablo González confirmó a través de sus redes sociales haber contraído el virus chino COVID-19. Al momento de informar la noticia se encontraba aislado y bien de salud, sin presentar síntomas.
A comienzos de septiembre se enfrentó públicamente con la ministra de salud pública del gobierno de Gustavo Sáenz, Josefina Medrano, ya que esta aseguraba que la escuela Osvaldo Pos no estaba abierta porque no hacía falta a lo que González le contestó que vivía en una irrealidad asombrosa y que debía contribuir en la pandemia y no ser un problema más. La disputa pública y otros factores fueron determinantes para que el gobernador desplazase del cargo a la doctora y nombrase en su lugar al gerente del Hospital Señor del Milagro, Juan José Esteban.
En el año 2023 González buscó su reelección como intendente de una de las ciudades más pobladas de Salta por el frente Vamos Salta enfrentándose a varios candidatos, entre ellos, Carlos "Tucán" Manzur de Juntos por el Cambio y Baltasar Lara Gros por Unidos por Salta. González obtuvo 6.629 votos pero perdió contra el hijo de Marcelo Lara Gros que obtuvo más de 9 mil voluntades.